# Vespadelus regulus
Vespadelus regulus is een vleermuis uit het geslacht Vespadelus die voorkomt in het zuiden van Australië. Deze soort komt voor in het zuiden van West-Australië en Zuid-Australië, het zuiden en oosten van New South Wales, het zuidoosten van Queensland, en heel Victoria en Tasmanië. Het dier leeft in allerlei soorten bos. Hij slaapt in boomholtes, vaak in groepen waar slechts één geslacht vertegenwoordigd is.
Deze soort heeft een bruine rug, maar een grijze buik. De kop is plat en driehoekig. De kop-romplengte bedraagt 36 tot 46 mm, de staartlengte 28 tot 39 mm, de voorarmlengte 28,0 tot 34,4 mm, de oorlengte 9 tot 13 mm en het gewicht 3,6 tot 7,0 g.